# Coenonympha fulvia
Coenonympha fulvia är en fjärilsart som beskrevs av Charles Oberthür 1896. Coenonympha fulvia ingår i släktet Coenonympha och familjen praktfjärilar. Inga underarter finns listade i Catalogue of Life.